# Pluton łącznikowy nr 8

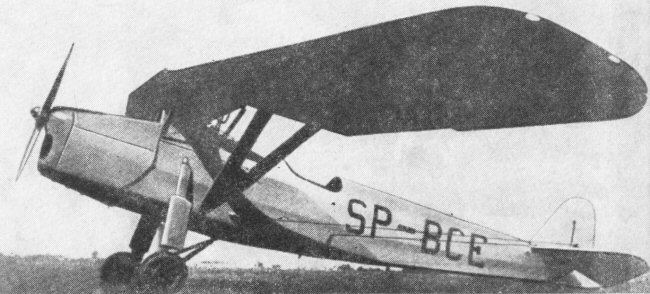
Samolot RWD-8

Pluton łącznikowy nr 8 – pododdział lotnictwa łącznikowego Wojska Polskiego w II Rzeczypospolitej.

## Opis plutonu
Pluton nie występował w organizacji pokojowej Lotnictwa. Został sformowany, w czasie mobilizacji alarmowej, przez 4 pułk lotniczy. 
W kampanii wrześniowej 1939 pluton walczył w składzie lotnictwa Armii „Pomorze”.
Charakterystyka
- dowódca: ppor. rez. pil. Włodzimierz Krzyżanowski
- miejsce stacjonowania: Toruń
- wyposażenie: 3 samoloty RWD-8